# 小行星5125
小行星5125（英語：5125 Okushiri）是一颗围绕太阳公转的小行星。1989年2月10日，上田清二、金田宏在钏路市发现了此天体。
这颗小行星的绝对星等为84.56460292046118等。